# 1497년

## 연호
- 명(明) 홍치(弘治) 10년
- 일본(日本) 메이오(明応) 6년
- 후 레 왕조(後黎朝) 홍득(洪德) 28년

## 기년
- 류큐(琉球) 쇼신왕(尚真王) 21년
- 명(明) 효종 홍치제(孝宗 弘治帝) 10년
- 조선(朝鮮) 연산군(燕山君) 3년
- 후 레 왕조(後黎朝) 성종(聖宗) 38년

## 사건
- 스페인 달러가 처음으로 발행되었다.
- 6월 24일 - 이탈리아 출신의 영국 탐험가 존 캐벗이 북아메리카(뉴펀들랜드)를 발견하였다.[1][2]
- 12월 25일 - 포르투갈의 탐험가 바스코 다 가마가 콰즐루-나탈 연안 (지금의 남아프리카공화국 더반)에 상륙하였다.

## 탄생
- 1월 26일 - 제105대 일본의 천황 고나라. (~1557년)
- 4월 16일 - 일본 센고쿠 시대의 다이묘 모리 모토나리. (~1571년)

## 사망
- 3월 3일 - 레 성종. (1442년~)